# Jerry Lawler
Jerry O'Neil Lawler (ur. 29 listopada 1949 w Memphis) – amerykański wrestler, komentator wrestlingu i rysownik. W swojej karierze zdobył tytuł mistrzowski ponad 200 razy. Jako wrestler związany był głównie z takimi organizacjami jak CWA, AWA i USWA. Ogłosił się „Królem Wrestlingu”. Najbardziej znany jest ze swojej pracy w WWE.

## Młodość
Urodził się 29 listopada 1949 w Memphis w stanie Tennessee jako Jerry O'Neil Lawler. Wychował się w Ohio, gdzie przeniósł się razem z rodziną, po tym jak jego ojciec, został tam przeniesiony przez firmę Ford Motor Company, w której pracował. Jerry Lawler mieszkał w Vermilion, a potem w Amherst. Gdy jego ojciec przeżył wiele zawałów mięśnia sercowego, otrzymał zwolnienie lekarskie i powrócił z rodziną do Memphis.
W młodości Lawler był fanem wrestlingu i wysyłał swoje szkice wrestlerów Lance’owi Russellowi, który prowadził cotygodniowy program telewizyjny poświęcony wrestlingowi w Memphis. Russelowi podobały się te rysunki i pokazywał je na wizji. W końcu zaprosił Lawlera do wystąpienia w jego programie. Dzięki temu Lawler poznał główną gwiazdę wrestlingu w Memphis, Jackie Fargo, który zatrudnił Lawlera do namalowania wizerunków wrestlerów na ścianach jego klubu nocnego. Wkrótce Fargo założył firmę zajmującą się malowaniem na powierzchniach pionowych i zatrudnił w niej Lawlera.
Lawler ukończył liceum Treadwell High School w Memphis. Dzięki swoim zdolnościom artystycznym otrzymał stypendium artystyczne i dostał się na wydział sztuki na stanowym uniwersytecie Memphis State University. Dołączył do uniwersyteckiej drużyny zapaśniczej. Rozczarowany kompetencjami instruktorów na wydziale sztuki i poziomem zapasów, Lawler zdecydował się porzucić studia.

## Kariera wrestlerska
Kariera wrestlerska Lawlera trwała ponad 40 lat. Stoczył w tym czasie ponad 3000 walk. Walczył głównie w Tennessee i innych południowych stanach. Przez wiele lat był związany z organizacjami wrestlingu Continental Wrestling Association (CWA) i American Wrestling Association (AWA). Jego charakterystycznymi manewrami we wrestlingu były Piledriver i Fist Drop.

### Region Tennessee (1970–1997)
Gdy pracował jako didżej w małej stacji radiowej w Memphis, zaproponował promotorowi Aubreyowi Griffithowi darmowy rozgłos w radiu w zamian za pozwolenie na udział w walkach. W treningu i rozpoczęciu kariery wrestlerskiej pomogli mu Jackie Fargo i Aubrey Griffith.
Debiutował w 1970. Początkowo był heelem, ale w 1974 rozstał się ze swoim menedżerem Samem Bassem i został ulubieńcem publiczności. W 1974 po raz pierwszy zdobył tytuł mistrzowski Southern Heavyweight Championship (należący do NWA Mid-America, a potem CWA), który posiadał łącznie 54 razy w całej swojej karierze. Przez całe życie zdobył tytuł mistrzowski ponad 200 razy. Zainspirowany licznymi sukcesami ogłosił siebie Królem Wrestlingu i posługiwał się tym pseudonimem przez resztę kariery. Na kilka miesięcy w 1980 przerwał występy z powodu złamanej nogi.
W 1982 rywalizował przeciwko komikowi Andy'emu Kaufmanowi. Wcześniej Kaufman pojedynkował się tylko z kobietami i ogłosił się międzypłciowym mistrzem wagi ciężkiej. Lawler wyraził opinię, że komik ośmiesza wrestling i wyzwał go do walki. Spotkali się w ringu 5 kwietnia w Memphis. Lawler wymierzył przeciwnikowi dwa Piledrivery. Kaufman został odwieziony do szpitala. Potem obaj spotkali się w programie Saturday Night Live Davida Lettermana, gdzie Lawler spoliczkował go, a ten w odpowiedzi oblał Lawlera kawą. Fakt, że cała rywalizacja była ustawiona, a kontuzje udawane został oficjalnie potwierdzony dopiero ponad 10 lat po śmierci Kaufmana. Ten wątek pojawił się również w filmie biograficznym o Andym Kaufmanie Człowiek z księżyca z 1999, w którym Jerry Lawler i David Letterman zagrali samych siebie.
W 1985 występował w Japonii i zdobył NWA Polynesian Pacific Heavyweight Championship, pokonując ówczesnego posiadacza tytułu, Larsa Andersona, w Singapurze.
Po powrocie do Ameryki Północnej, wiosną 1987, Lawler rywalizował z wrestlerami Tommym Richem i Austinem Idolem oraz ich menedżerem Paulem E. Dangerouslym. Wszystkich interesowała szansa na walkę przeciwko Nickowi Bockwinkelowi o mistrzostwo AWA World Championship. Drużyna Dangerously’ego poniżyła Lawlera, raniąc go i ścinając mu włosy w trakcie brutalnej walki w klatce, która doprowadziła do zamieszek na trybunach. Ostatecznie Lawler zemścił się, dzięki pomocy Bam Bam Bigelow i Billa Dundee. 9 maja 1988 w końcu udało mu się zdobyć mistrzostwo AWA World Heavyweight Championship, pokonując ówczesnego posiadacza Curta Henniga.

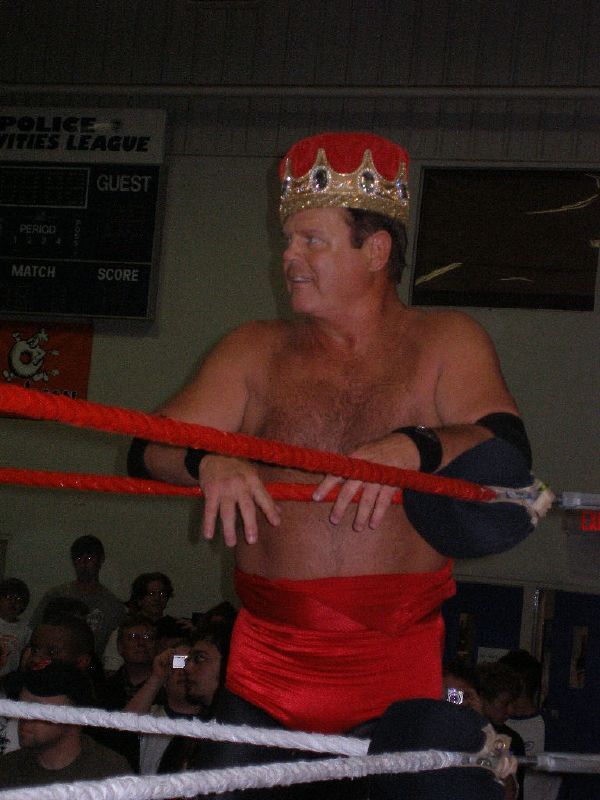
Jerry Lawler jako wrestler w 2007

Nieusatysfakcjonowany bronieniem tytułu przeciwko takim zawodnikom jak Curt Hennig i Soldat Ustinov, zaangażował się w rzadko spotykaną rywalizację między mistrzami. Rzucił wyzwanie mistrzowi WCWA World Heavyweight, Kerremu Von Erichowi z WCCW, i pokonał go 13 grudnia 1988 na gali Super Clash III. Na krótko zunifikował oba tytuły, jednak po oddzieleniu się Continental Wrestling Association od American Wrestling Association Lawler rozstał się z mistrzostwem i obiema organizacjami AWA.
Lawler i Kerry Von Erich spotkali się ponownie w United States Wrestling Association (USWA). Lawler pokonał rywala 15 grudnia 1989, wygrywając przy tym mistrzostwo USWA Texas Heavyweight Championship. W międzyczasie utworzył odnoszący sukces tag team z Jeffem Jarrettem. Pięciokrotnie udało im się zdobyć mistrzostwo drużynowe USWA.
W 1990 jego syn Brian Christopher Lawler został wrestlerem i utworzył z ojcem tag team. Wspólnie stoczyli ponad 60 walk drużynowych między 1993 a 2004.
W 1991 Lawler i Jeff Jarrett rywalizowali z zespołem The Moondogs o mistrzostwo drużynowe USWA. Ich rywalizacja utrzymywała się przez większość lat 1991 i 1992 i została wyróżniona jako Feud roku przez miesięcznik Pro Wrestling Illustrated.
Lawler pracował dla United States Wrestling Association, aż do zakończenia działalności tej organizacji w 1997.

### World Wrestling Federation/Entertainment (1992–2024)

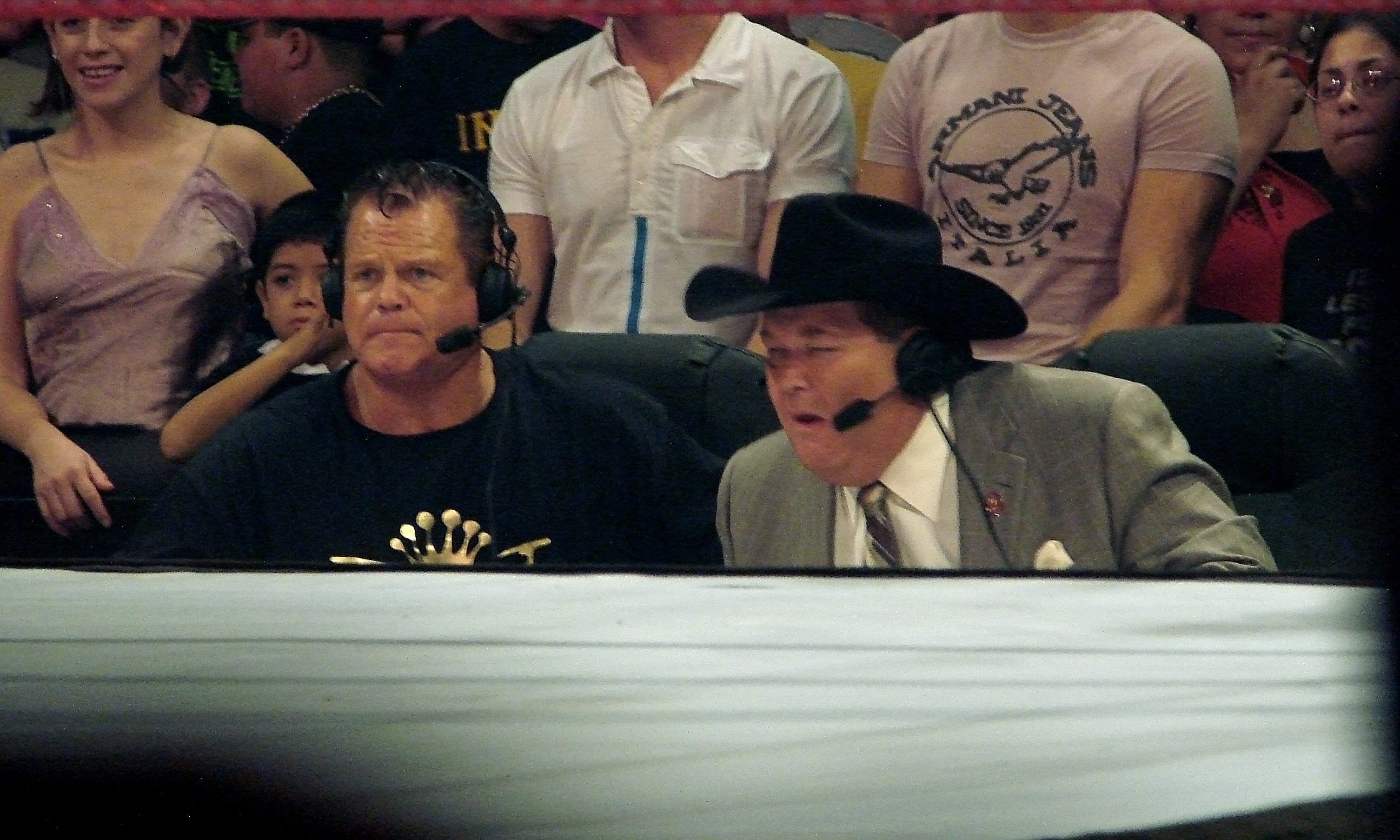
Jerry Lawler i Jim Ross na stanowisku komentatorskim w WWE

W 1992 World Wrestling Federation rozpoczęło ekspansję w Memphis, a Jerry Lawler i Jeff Jarrett ogłosili, że będą wpółpracować z federacją. Lawler dodatkowo został komentatorem walk, pełniącym również rolę doświadczonego eksperta.
Gdy w 1993 Bret Hart wygrał turniej King of the Ring (z ang. Król Ringu), Lawler zaatakował go, motywując swoje postępowanie obroną swojego tytułu Króla Wrestlingu. Aby podsycić konflikt, obraził też rodziców Harta, Stu i Helen Hart. Do pomocy w rywalizacji Lawler sprowadził swojego prywatnego dentystę Isaaca Yankema, który przy okazji był wrestlerem i sadystą.
Przez resztę swojej kariery w World Wrestling Federation rzadko występował w roli wrestlera, znacznie częściej pełniąc funkcję jednego z głównych komentatorów i walcząc poza federacją, na mniejszych wydarzeniach innych organizacji.
W 2011 po raz pierwzy i ostatni wystąpił na gali WrestleMania. Stoczył pojedynek z drugim komentatorem, Michaelem Colem. W tym samym roku został przyjęty do galerii sławy Professional Wrestling Hall of Fame and Museum.
12 września 2012, w czasie wykonywania swojej pracy jako komentator w programie WWE Raw emitowanym z Montrealu, doznał zawału mięśnia sercowego. Wrócił do zawodu dwa miesiące później.

## Inne media
W 1999 zagrał samego siebie w filmie biograficznym Człowiek z księżyca Miloša Formana, opowiadającym o życiu Andy'ego Kaufmana.
Jerry Lawler okazjonalnie wykonywał różne zlecenia związane z rysownictwem. Był między innymi ilustratorem książki Mick Foley's Christmas Chaos Micka Foleya z 2000.

## Mistrzostwa i osiągnięcia
- American Wrestling Association

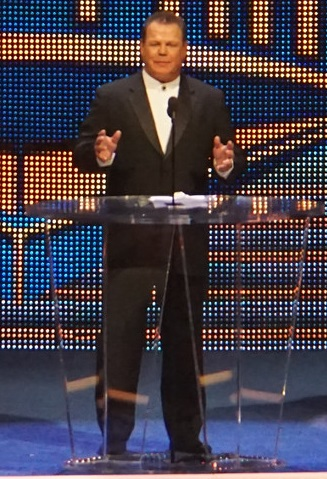
Jerry Lawler na ceremonii przyłączenia do WWE Hall of Fame

  - AWA World Heavyweight Championship (1 raz)
  - AWA World Tag Team Championship (2 razy) – z Billem Dundee
- Continental Wrestling Association
  - CWA Heavyweight Championship (1 raz)
  - CWA World Heavyweight Championship (1 raz)
  - CWA World Tag Team Championship (2 razy) – z Tommym Richem (1 raz) i Austinem Idolem (1 raz)
  - NWA Mid-America Heavyweight Championship (2 razy)
- Georgia Championship Wrestling
  - NWA Macon Tag Team Championship (2 razy) – Mr. Wrestling II (1 raz) i Don Greene (1 raz)
- Jersey All Pro Wrestling
  - JAPW Heavyweight Championship (1 raz)
- Maryland Championship Wrestling
  - Maryland Championship Wrestling (1 raz)
  - MCW Tag Team Championship (1 raz) – z The Bruiserem
- Memphis Championship Wrestling/Memphis Wrestling
  - MCW/Memphis Wrestling Southern Heavyweight Championship (4 razy)
- National Wrestling Alliance Mid-America
  - NWA Southern Junior Heavyweight Championship (5 razy)
  - NWA Tennessee Tag Team Championship (2 razy) – z Jimem White'em
- National Wrestling Alliance Mid-America/Continental Wrestling Association
  - AWA International Heavyweight Championship (3 razy)
  - NWA/AWA Southern Heavyweight Championship (51 razy)
  - NWA Mid-America/AWA Southern Tag Team Championship (20 razy) – z Jimem White (7 razy), Alem Greene (1 raz), Tojo Yamamoto (1 raz), Playboyem Frazierem (1 raz), Billem Dundee (4 razy), Jimmym Valiantem (1 raz), The Mongolian Stomperem (1 raz), Josem LeDuc (1 raz), Austinem Idolem (1 raz), Giant Hillbillym (1 raz) i Big Bubbą (1 raz)[1]
- National Wrestling Alliance Polynesian Wrestling
  - NWA Polynesian Pacific Heavyweight Championship (1 raz)[4]
- Power Pro Wrestling
  - PPW Tag Team Championship (1 raz) – z Billem Dundee
- United States Wrestling Association
  - SMW Heavyweight Championship (2 razy)
  - USWA Heavyweight Championship (2 razy)
  - USWA (Southern) Tag Team Championship (6 razy) – z Jeffem Jarrettem (4 razy) i Billem Dundee (2 razy)
  - USWA Texas Heavyweight Championship (1 raz)
  - USWA Unified World Heavyweight Championship (27 razy)
- World Class Wrestling Association
  - World Class World Heavyweight Championship (3 razy)
- Pro Wrestling Illustrated
  - Feud roku (2 razy) – w 1992 i 1993
  - Najbardziej inspirujący zawodnik roku (1 raz) – w 1988
  - Najbardziej znienawidzony zawodnik roku, najlepszy heel (2 razy) – w 1993 i 1995[1]
- Professional Wrestling Hall of Fame and Museum
  - Wprowadzony w 2011[7]
- World Wrestling Entertainment
  - WWE Hall of Fame (2007)
- Wrestling Observer Newsletter
  - Najlepszy feud (3 razy) – w 1987, 1992 i 1993[1]